# Volosko
Volosko is een plaats in Kroatië aan de kust, in de oksel van de Kvarnerbaai vlak bij de grotere plaats Opatija.
Volosko en tevens Preluk staan vooral bekend om haar mogelijkheden tot windsurfen, vooral in de zomermaanden, vanwege haar wind (tramontane), die hier uit het noorden waait.

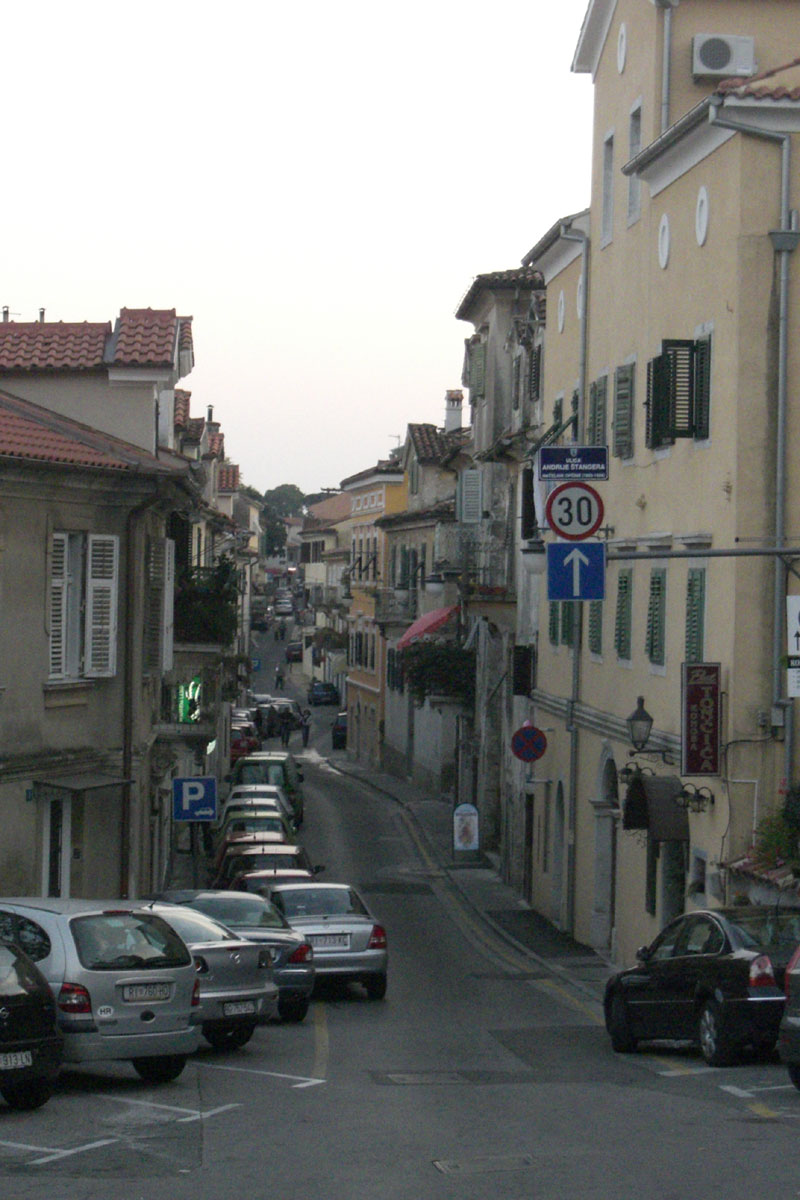
Volosko